# Amber Beattie
Amber Louisa Oatley Beattie (22 luglio 1993) è un'attrice britannica, famosa per il ruolo di Gretel nel film Il bambino con il pigiama a righe e di Lulu Baker in Jinx - Fornelli e magie.
Ha un fratello minore, Ewan e una sorella maggiore, Daisy.

## Filmografia

### Cinema
- Il bambino con il pigiama a righe, regia di Mark Herman (2008)

### Televisione
- Metropolitan Police - serie TV, 1 episodio (2008)
- Jinx - Fornelli e magie - serie TV, 13 episodi (2009)
- Doctors - serie TV, 1 episodio (2009)
- Casualty - serie TV, 1 episodio (2010)
- Mongrels - serie TV, 1 episodio (2010)
- Le avventure di Sarah Jane - serie TV, 2 episodi (2010)
- The Sparticle Mystery - serie TV, 1 episodio (2011)

## Doppiatrici italiane
- Gemma Donati in Il bambino con il pigiama a righe, Jinx - Fornelli e magie